# Перхем (город, Миннесота)
Перхем (англ. Perham) — город в округе Оттер-Тейл, штат Миннесота, США. На площади 6,8 км² (6,8 км² — суша, водоёмов нет), согласно переписи 2002 года, проживают 2559 человек. Плотность населения составляет 376,9 чел./км².
- Телефонный код города — 218
- Почтовый индекс — 56573
- FIPS-код города — 27-50470[1]
- GNIS-идентификатор — 0649298[2]